# Jan Matejko
Jan Alojzy Matejko eller Jan Mateyko, född 24 juni 1838 i Kraków, död 1 november 1893, var en polsk konstnär. Hans föräldrar var Franciszek Matejko, informator och musiklärare, och Katarzyna Matejko, född Rossberg, som kom från en polsk-tysk adelssläkt.
Jan Matejko var en berömd polsk konstnär som målade förnäma politiska och militära motiv. Exempel på en militär bild är slaget vid Grunwald och han målade även polska kungar liksom ett flertal bilder av den berömde hovnarren Stańczyk. Han var också flitigt anlitad såsom porträttmålare.

Slaget vid Grunwald